# والتر ناتینشیک
والتر ناتینشیک (انگلیسی: Walter Natynczyk؛ زادهٔ ۲۹ اکتبر ۱۹۵۷) یک سیاست‌مدار اهل کانادا است. وی همکنون سمت مدیر کلی آژانس فضایی کانادا را بر عهده دارد.